# 後生 (電影)
《后生》（英語：The Young Rebel）是1975年狄龙执导的香港電影，由狄龙、姜大卫等領銜主演。该片主要讲述一个人因为经济压力，而被一个犯罪团伙利用的故事。

## 影片介绍
有两个朋友，其中一个因为家中出现变故，于是他的朋友决定接济他，并因为看到他喜爱功夫，于是便让他拜自己的师傅为师，可是这位师傅因为看到他格斗中充满恨意，于是决定结束师徒关系。
而后，这个人又被黑暗组织利用，不过最后，其朋友还是让他伏法了……
而后他们的师傅看到这些，自然是五味杂陈。

## 演员
- 狄龙
- 姜大卫
- 江岛
- 徐发
- 刘俊辉
- 江全
- 黄梅
- 黎恩
- 徐建华
- 杨柏尘
- 伍元勳
- 陈绍佳
- 刘准
- 冯克安
- 王将
- 李海生
- 姜南
- 戚毅雄

## 備註
1. ↑  《邵氏電影初探》香港电影资料馆。
2. ↑  《银海爱河: 香港影视明星的情爱逸事》的说明，出版社为中国文联出版公司
3. ↑  .   [2022-01-25]. （原始内容存档于2022-01-25）.
4. ↑  《影 300》中的说明，出版社为復旦大學出版社。
5. ↑  《影视大亨邵逸夫: 邵逸夫的电影、慈善、电视传奇》介绍
6. ↑  《中国电影大辞典》 介绍，出版社为
上海辞书出版社
7. ↑  《回顧香港電影三十年》中的说明

## 相關連結
- 豆瓣链接 （页面存档备份，存于）
- 互联网电影数据库（IMDb）上《后生》的资料（英文）